# Tridentea marientalensis
Tridentea marientalensis är en oleanderväxtart. Tridentea marientalensis ingår i släktet Tridentea och familjen oleanderväxter.

## Underarter
Arten delas in i följande underarter:
- T. m. albipilosa
- T. m. marientalensis